# همجنس‌گرایی (نشریه)
نشریه همجنس گرائی، (به انگلیسی: Journal of Homosexuality)، نشریه دانشگاهی با داوری همتاست که تحقیقات مرتبط با آمیزش جنسی در انسان و نقش جنسیتی را در زمینه‌های فرهنگی، تاریخی، بین فردی، و اجتماعی مدرن را پوشش می‌دهد.

## تاریخچه
سردبیر مؤسس، چارلز سیلوراشتاین بود. بعد از دوره اول، مجله توسط جان ده چکو که برای ۵۰ دوره روی کار بود، آن را ویرایش می‌کرد. سردبیر کنونی جان الیا (از دانشگاه ایالتی سان فرانسیسکو) می‌باشد. این مجله در اصل توسط هاوورت پرس چاپ می‌شد، تا اینکه توسط انتشارات تیلور و فرانسیس، که آن را تحت اثر روتلج به اختیار گرفته شد.

## چکیده و نمایه سازی
این مجله در نمایه استنادی علوم اجتماعی، مدلاین، کورنت کانتنت، سایک اینفو، سوشالاگیکال ابسترکتس، سوشال وورک ابسترکتس، ابسترکتس این انتروپولوجی، کریمینال جااستیس ابسترکتس. استادیز آن ویمن اند جندر ابسترکتس، ایج لاین، و اجوکیشن رسرچ ابسترکت، نمایه بندی و خلاصه بندی شده. بر اساس جورنال سایتیشن رپورتس، در سال ۲۰۱۵، شاخص تأثیرگذاری ۰/۸۶۲ بوده، که آن را در رتبه ۹۰ام در بین ۱۲۴ مجله شاخه "روانشناسی، چند رشته‌ای" و ۵۵ام در بین ۸۹ مجله شاخه "علوم اجتماعی، بین رشته‌ای" است.